# Marc Edwards (Bauingenieur)

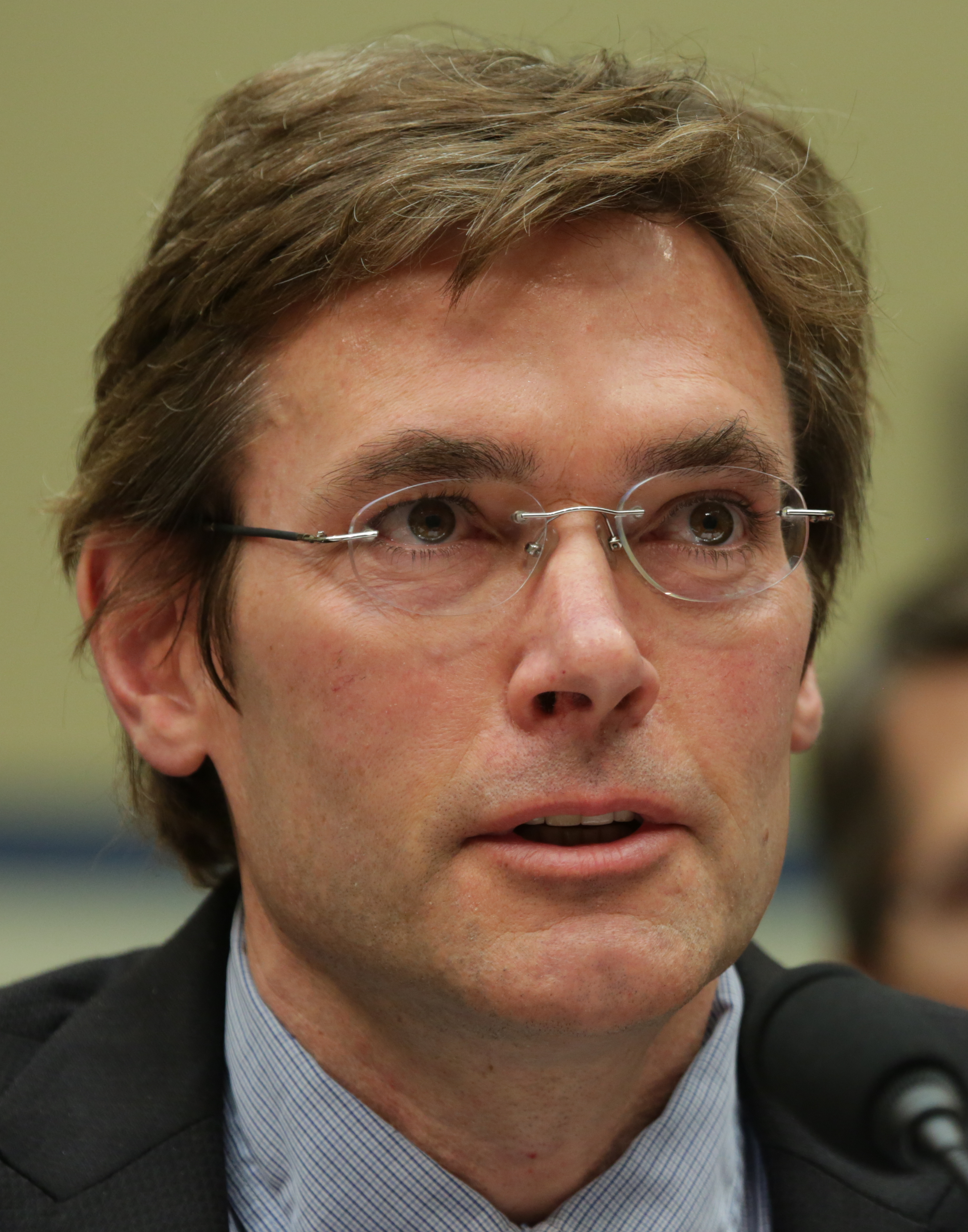
Marc Edwards 2016

Marc Edwards (* 1964 in Buffalo (New York)) ist US-amerikanischer Bauingenieur, bekannt für die Aufdeckung von Fällen von Trinkwasserverseuchung mit Blei in den USA.
Edwards studierte Biophysik an der State University of New York at Buffalo mit dem Bachelor-Abschluss 1986 und er studierte an der University of Washington mit dem Master-Abschluss 1988 und der Promotion als Ingenieur 1991. Danach lehrte er zunächst an der University of Colorado in Boulder und war ab 1997 Professor für Bau- und Umweltingenieurwesen am Virginia Tech. 2007 wurde er MacArthur Fellow.
2001 bis 2005 war er Präsident der Association of Environmental Engineering and Science Professors.
Er befasste sich mit Korrosion von Trinkwasserleitungen und ist bekannt dafür, einen Skandal um mit Blei verseuchtes Trinkwasser in Washington D.C. aufgedeckt zu haben.
Die erhöhten Bleiwerte (rund 1250 ppb statt erlaubter 15) kamen, wie er herausfand, durch den Ersatz des Desinfektionsmittels Chlor durch Chloramin zustande, das die Lösung von Blei im Trinkwasser forcierte. Die District of Columbia Water and Sewer Authority (WASA) kündigte daraufhin seine Forschungsaufträge und auch die Environmental Protection Agency (EPA) wollte nicht mehr mit ihm zusammenarbeiten. Edwards finanzierte die Forschung danach teilweise aus eigener Tasche. Nachdem sich die Washington Post des Problems angenommen hatte, kam es 2004 zu Kongressanhörungen, bei denen Edwards aussagte. In der Folge wurde die Verwendung von Chloramin aufgegeben. Andere Empfehlungen der WASA wie den Einsatz von neuen Kupferleitungen das Problem verschlimmern konnte, da das Kupfer die Korrosion in den alten Bleileitungen verstärkte, und auch die Empfehlung das Wasser erst einmal 30 Sekunden aus dem Hahn laufen zu lassen entlarvte er als wirkungslos. Er wies auch Mängel in den Trinkwassertests auf Blei nach. 
Nach diesem Erfolg wandte er sich den Langzeitwirkungen von Blei im Trinkwasser zu und prangerte die Fehlerhaftigkeit und Verharmlosung des Problems in einer Studie des Centers for Disease Control and Prevention (CDC) an. Es kam 2010 zu einer Anhörung vor dem US-Repräsentantenhaus und die CDC musste die Fehlerhaftigkeit ihrer Studie einräumen.
2015 deckte er eine Bleiverseuchung im Trinkwasser von Flint (Michigan) auf.
2013 erhielt er als erster den IEEE Barus Award für die Verteidigung des öffentlichen Wohls unter großem persönlichen Risiko. Außerdem erhielt er 2017 den Engineering News-Record Award of Excellence.